# Santa Marija Battery
Die Santa Marija Battery ist eine während der Herrschaft des Johanniterordens von 1715 bis 1716 erbaute Befestigungsanlage auf der maltesischen Insel Comino.

## Vorgeschichte
Die Johanniter hatten die Küsten Maltas, Gozos und Cominos im 17. Jahrhundert mit einem Netz von Wachtürmen umgeben, um die Annäherung feindlicher Schiffe rechtzeitig entdecken zu können. Am Anfang des 18. Jahrhunderts änderte sich das Verteidigungskonzept. Man wollte den Feind jetzt schon auf See oder während der Anlandung bekämpfen können. Dazu reichten die nur leicht bewaffneten  Türme aber nicht aus. Deshalb wurde das Verteidigungsnetz um eine Reihe von Küstenbatterien und Redouten erweitert, die mit ihren Kanonen feindliche Flotten aktiv bekämpfen und gefährdete Küstenbereiche unter Beschuss nehmen konnten. Die Baupläne wurden 1714 durch Jacques de Camus d’Arginy, Bernard de Fontet und François Bachelieu ausgearbeitet. Ein einflussreicher Fürsprecher des Projekts war der französische Großprior des Ordens, Philippe de Vendôme, der persönlich 40.000 Scudi zur Verfügung stellte.
Zur Überwachung des Gozokanals dienten bereits St Mary’s Tower im Südwesten Cominos, Aħrax Tower und St Agatha’s Tower auf Malta sowie der Mġarr ix-Xini Tower auf Gozo. Von 1715 bis 1716 wurden diese um  die Wied Musa Battery auf Malta und – dieser gegenüber – die Santa Marija Battery auf Comino ergänzt. Die Kosten für letztere betrugen 1018 Scudi.

## Beschreibung

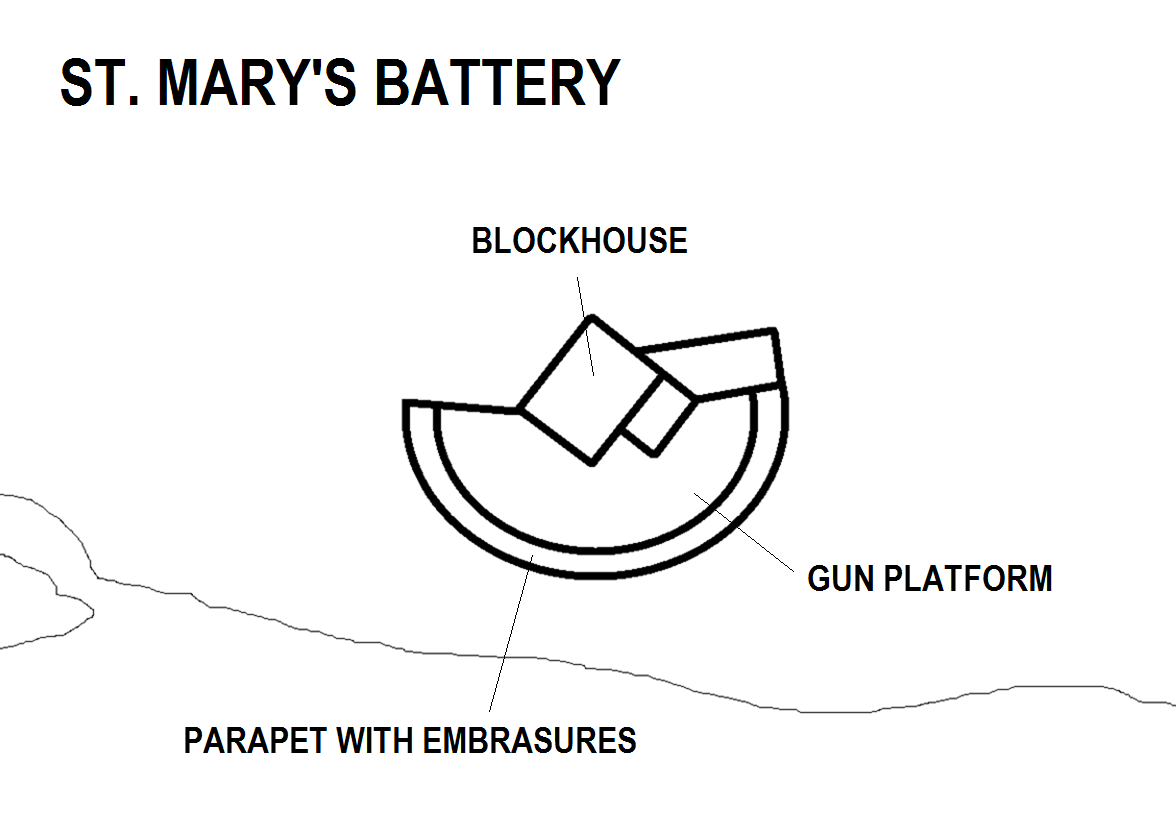
Grundriss der Santa Marija Battery

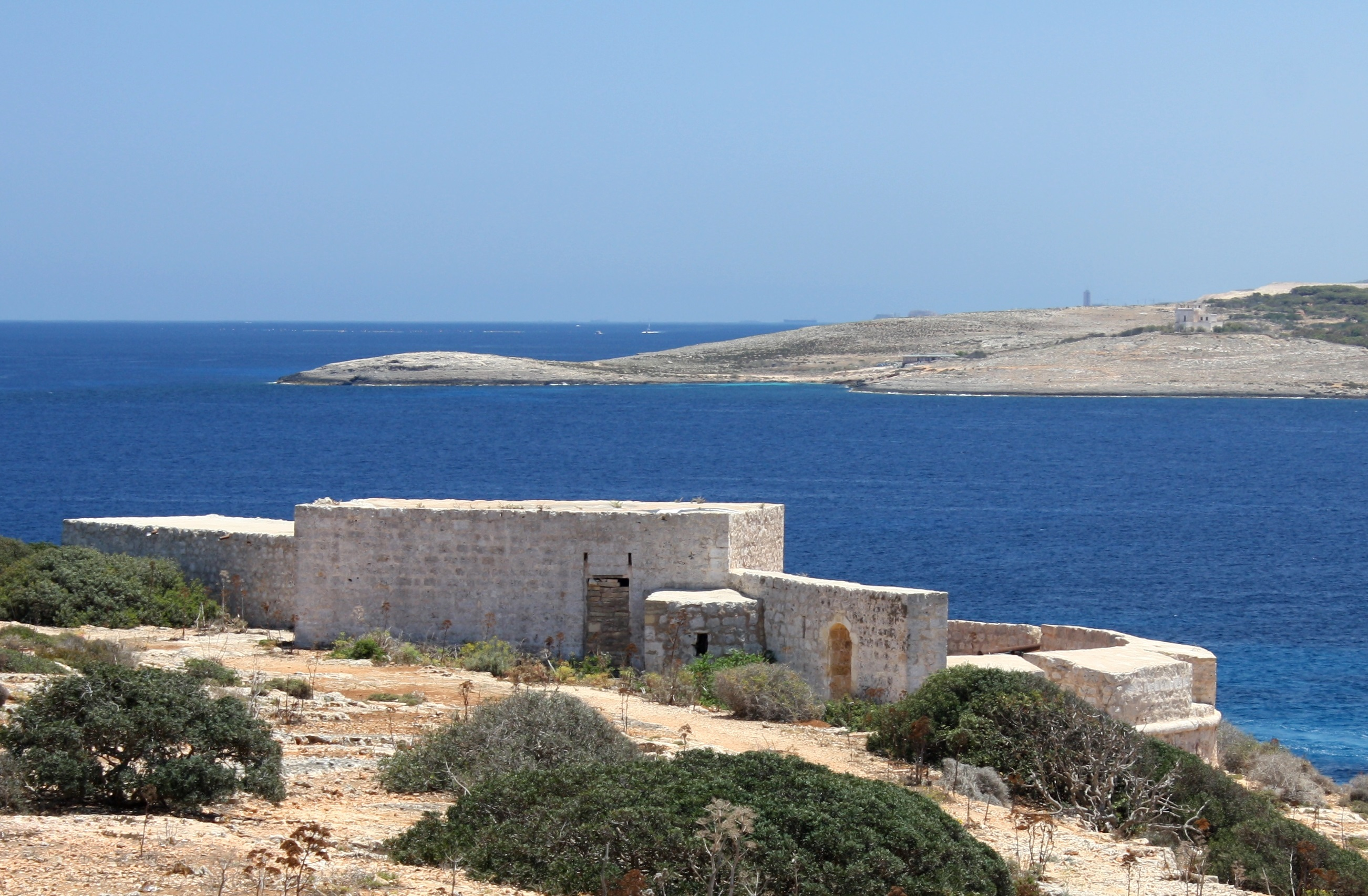
Landseite der Santa Marija Battery

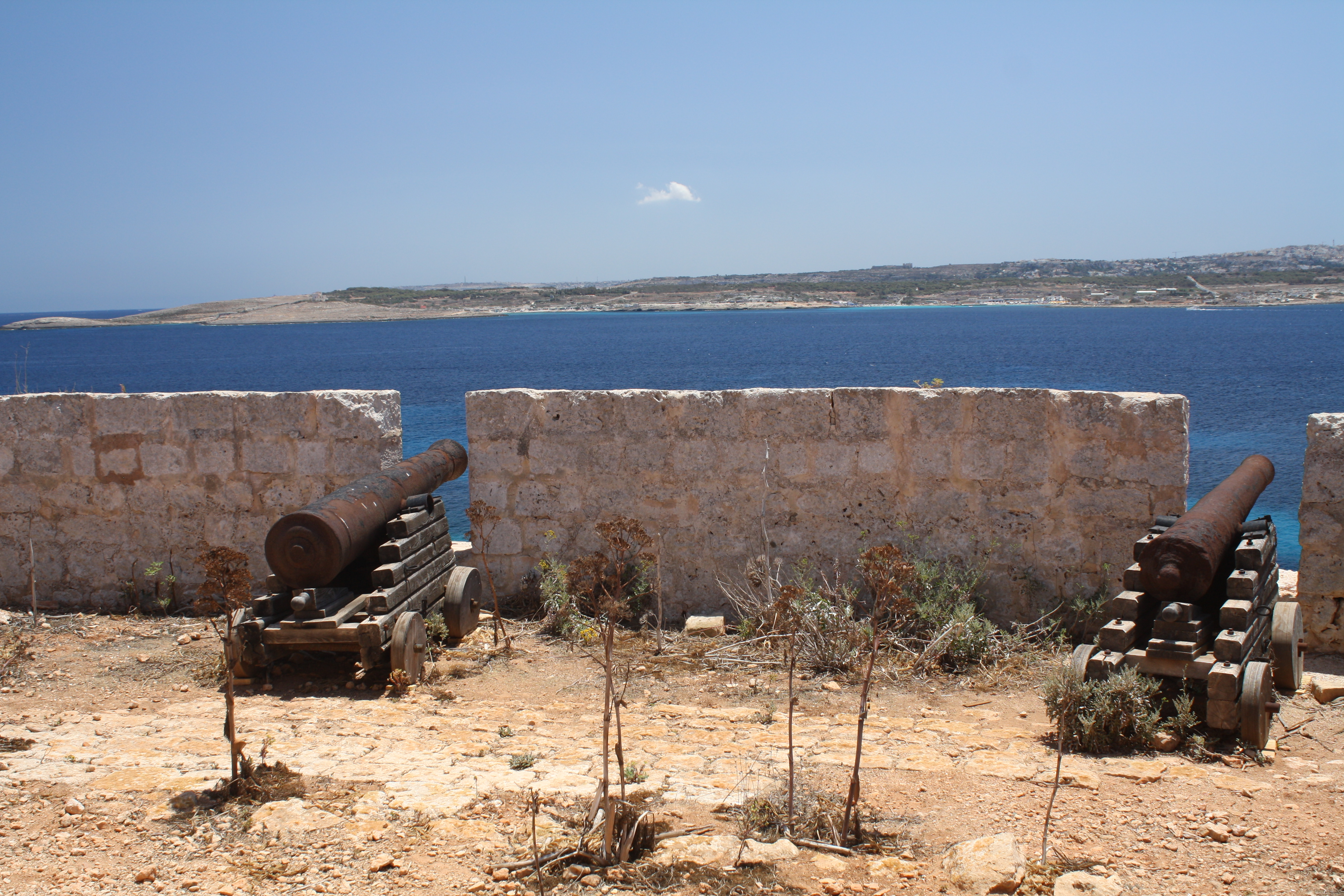
Kanonen der Santa Marija Battery

Die aus Kalkstein-Mauerwerk gebaute Batterie besteht aus einer halbkreisförmigen, seeseitig ausgerichteten Plattform für die Kanonen sowie Wohn- und Lagerhäusern im rückwärtigen Teil. Zur Landseite ist die Stellung durch eine Mauer bzw. die Wände der Gebäude vollständig geschützt. Dabei ist das größte Blockhaus so ausgerichtet, dass zwei seiner Seitenmauern einen Redan, eine Art dreieckige Bastion, bilden. Das gab den Verteidigern die Möglichkeit, den Raum unmittelbar vor der Mauer, den sie nicht direkt einsehen konnten, seitlich aus Schießscharten mit Musketen zu bestreichen. Die Plattform besitzt eine Brustwehr mit acht Schießscharten, war aber mit nur sechs Kanonen besetzt, zwei 24-Pfündern und vier 6-Pfündern.
Die Batterie war nicht lange in Gebrauch. Bereits ab 1770 war sie unbesetzt. Vor dem Zweiten Weltkrieg wurde sie von einer gozitanischen Familie bewohnt. Nach dem Krieg blieb sie verlassen und verfiel.

## Restaurierung
Die gemeinnützige Organisation Dín l-Art Ħelwa führte 1996/97 eine Restaurierung der Santa Marija Battery durch. Die Anlage wurde gesäubert, der Eingang, der kurz vor dem Zusammenbruch stand, wurde repariert und die stark erodierten Steine der Schießscharten erneuert. Die Räume wurden mit Steinplatten ausgelegt und die Dächer in Ordnung gebracht. Der Haupteingang bekam ein eisernes Tor, und die Schießscharten wurden mit Drahtgittern gesichert. 1997 wurden vier Kanonen wieder aufgestellt. Die Batterie ist seitdem für Besucher frei zugänglich.
Seit 1995 steht die Santa Marija Battery unter der Nummer 00042 auf der Liste der Kulturgüter von Malta (National Inventory of the Cultural Property of the Maltese Islands).